# Amrita Acharia
Amrita Acharia, née le 31 juillet 1987 à Katmandou (Népal), est une actrice norvégienne.

## Biographie

### Jeunesse et études
Amrita Acharia naît le 31 juillet 1987 à Katmandou, la capitale du Népal, d'un père népalais et d'une mère ukrainienne. Elle grandit à Katmandou, en Ukraine, en Angleterre puis s'installe à Tromsø, en Norvège. Elle parle l'ukrainien, le russe et l'anglais, en plus d'apprendre le norvégien depuis qu'elle a emménagé en Norvège à l'âge de treize ans,. Après avoir terminé l'école secondaire en Norvège, elle déménage en Angleterre à dix-neuf ans pour poursuivre sa carrière d'acteur, en étudiant notamment à l'Academy of Live and Recorded Arts de Londres.

### Carrière d'actrice
En 2011 et 2012, elle joue le servante Dothraki, Irri, dans les deux premières saisons de la série télévisée Game of Thrones. Son personnage meurt au cours de la deuxième saison, en dépit de survivre beaucoup plus longtemps dans les livres sur lesquels se fonde la série.

## Filmographie

### Cinéma
- 2011 : The Devil's Double : écolière
- 2013 : I Am Yours (Jeg er din) d'Iram Haq : Mina
- 2014 : Dead Snow 2 : Mary
- 2014 : Camouflage : Amira
- 2014 : Amar Akbar and Tony : Richa
- 2015 : Curiosity Kills : Zoe
- 2015 : Arrivals : Soraya
- 2016 : Genesis : Alexa Brooks

### Télévision
- 2010 : Casualty : Neela Sarin
- 2011 : Doctors : Saskia Tremlett
- 2011 : Lapland : Bride
- 2011-2012 : Game of Thrones : Irri
- 2016 : Acquitté (saison 2) : Amina Sahir
- 2017 : The Good Karma Hospital : Ruby Walker
- 2022 : The Serpent Queen (série) : Aabis

## Récompenses et nominations
- 2012 : Nommée au Screen Actors Guild Award de la meilleure distribution pour une série télévisée dramatique pour Game of Thrones
- 2014 : Prix de l'interprétation féminine du festival international du film de femmes de Salé pour I Am Yours